# Springfield (Oregon)
Springfield è una città degli Stati Uniti d'America, nella Contea di Lane, nello Stato dell'Oregon.
La popolazione era di 62.979 abitanti nel censimento del 2018.

## Curiosità
Durante un'intervista Matt Groening, creatore de I Simpson, dichiara di essersi ispirato a questa città per ideare l'omonima Springfield della serie animata.